# Botanophila bidigitata
Botanophila bidigitata är en tvåvingeart som beskrevs av Xue och Liang 1990. Botanophila bidigitata ingår i släktet Botanophila och familjen blomsterflugor. Inga underarter finns listade i Catalogue of Life.